# 士 (自衛隊)

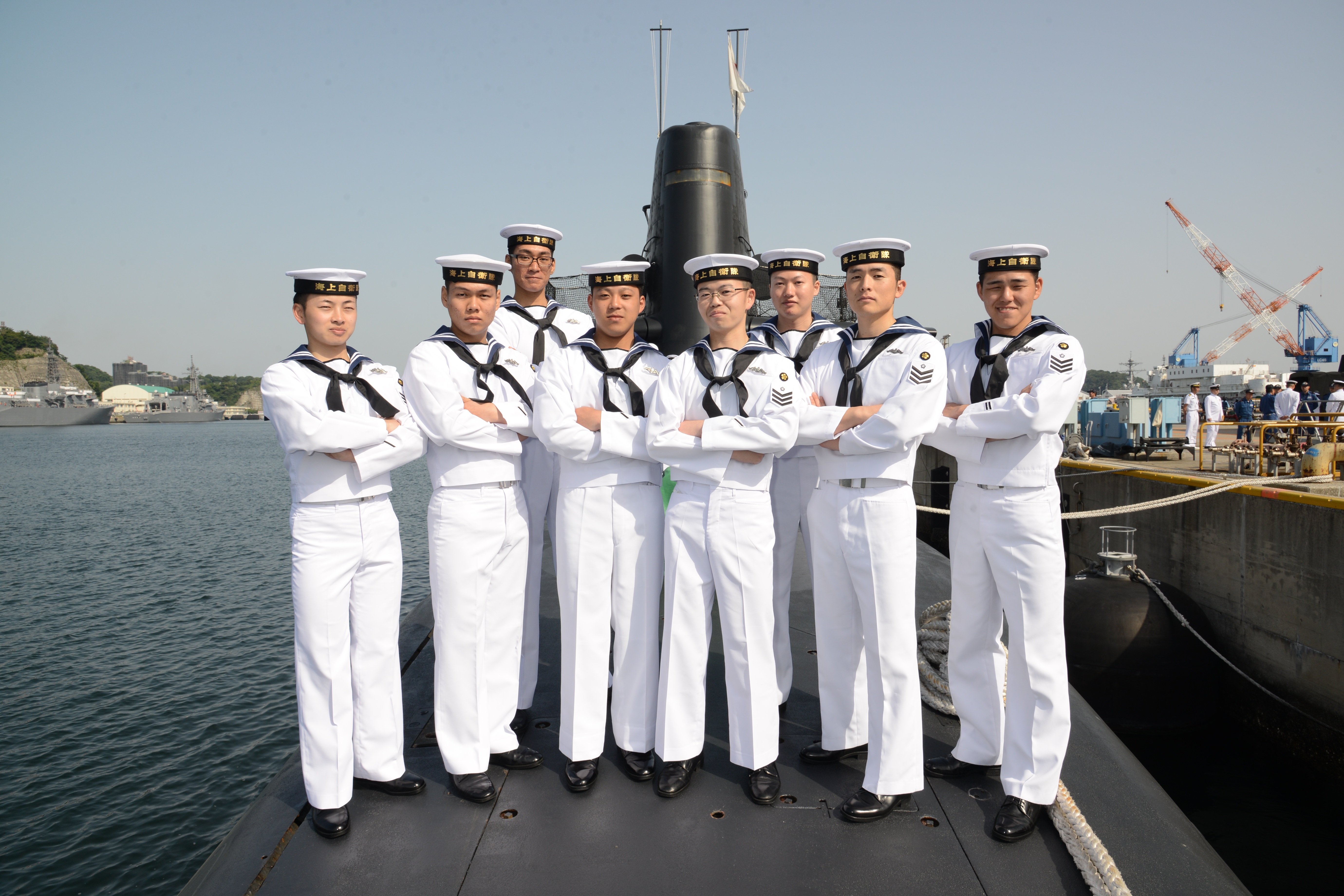
第1種夏服（＝セーラー服）を着用した海士

士（し）は、自衛隊における階級群である。下位の階級で、曹の下に位置する。諸外国の兵士、旧日本軍の兵、警察の巡査、消防の消防士・消防副士長、海上保安庁の海上保安官補などに相当する。

## 概説
| 階級（略称） | 陸上自衛官                        | 海上自衛官                      | 航空自衛官                      |
| ------------ | --------------------------------- | ------------------------------- | ------------------------------- |
| 士長         | 陸士長 Leading Private (LPT)      | 海士長 Leading Seaman (LS)      | 空士長 Airman 1st Class (A1C)   |
| 1士          | 1等陸士 Private First Class (PFC) | 一等海士 Seaman (SN)            | 一等空士 Airman 2nd Class (A2C) |
| 2士          | 2等陸士 Private (PVT)             | 二等海士 Seaman Apprentice (SA) | 二等空士 Airman 3rd Class (A3C) |

概ね任期制隊員（陸は2年、ただし一部の技術系は3年。海空は1期目3年、2期目以降は2年）では2士として採用される。非任期制隊員の航空学生、一般曹候補生も採用される。任期制隊員は任官後、2士で6か月経過後に1士へ昇任し、1年後に士長に昇任する。
かつては階級として3士が存在したが、自衛隊生徒の制度見直しにより2010年（平成22年）10月1日に廃止された。一般公募の予備自衛官補は、所定の教育訓練期間を修了することで予備自衛官の予備2士として任官し、のちに昇進する。

## 士の呼称の変遷
| 警察予備隊 （昭和25年8月24日 - ） | 保安隊 （昭和27年10月15日 - ） | 陸上・航空自衛隊 （昭和29年7月1日 - ） | 陸上・航空自衛隊 （平成22年10月1日 - ） |
| --------------------------------- | ------------------------------ | -------------------------------------- | --------------------------------------- |
| 警査長                            | 保査長                         | 陸（空）士長                           | 陸（空）士長                            |
| 一等警査                          | 一等保査                       | 一等陸（空）士                         | 一等陸（空）士                          |
| 二等警査                          | 二等保査                       | 二等陸（空）士                         | 二等陸（空）士                          |
|                                   |                                | 三等陸（空）士                         | （廃止）                                |

| 海上警備隊 （昭和27年4月26日 - ） | 警備隊 （昭和27年8月1日 - ） | 海上自衛隊 （昭和29年7月1日 - ） | 海上自衛隊 （平成22年10月1日 - ） |
| --------------------------------- | ---------------------------- | -------------------------------- | --------------------------------- |
| 海上警備員長                      | 警査長                       | 海士長                           | 海士長                            |
| 一等海上警備員                    | 一等警査                     | 一等海士                         | 一等海士                          |
| 二等海上警備員                    | 二等警査                     | 二等海士                         | 二等海士                          |
| 三等海上警備員（※）               | 三等警査（※）                | 三等海士                         | （廃止）                          |

兵卒にも船舶の運用を担わせるなどの理由から基本教育に長期間を要し、非任期制の階級として設けられていたが、海上自衛隊生徒の三等海士の前身には相当せず関連性がない。
警察予備隊は警査で、警査長・一等警査・二等警査、呼称時は「いっさ・にさ」など称した。保安隊は保査で、保査長・一等保査・二等保査、呼称時は「いっぽ、にほ」などと称した。海上警備隊は海上警備員で、海上警備員長・一等海上警備員・二等海上警備員・三等海上警備員と称した。警備隊は警査で、警査長・一等警査・二等警査・三等警査と称した。これらの組織で士は「警察士・保安士・海上警備士・警備士」の略称で、尉官に相当した。

## 任期制隊員の教育
2010年（平成22年）7月1日以降採用される任期制隊員は当初自衛官候補生と称され、自衛官の身分・階級を有しない。陸海空の自衛隊に採用された者は、3か月を基準に陸・海・空の初任自衛官としての必要な共通教育・訓練を受ける。この制度以前も各自衛隊で、自衛官としての基礎教育訓練「新隊員教育」が3か月程度実施されたが、自衛官候補生は防衛省の定員外の人員として専ら教育訓練のみに従事する。身分は防衛大学校生などと同様に定数外の自衛隊員である。
- 陸上自衛隊：方面混成団及び普通科・特科・戦車連隊等に設置されている教育隊
- 海上自衛隊：各地方隊[3]の教育隊
- 航空自衛隊：航空教育隊隷下の第1教育群（防府南基地）、第2教育群（熊谷基地）

自衛官候補生課程を修了時に二等陸・海・空士に任命され、陸にあっては各部隊に臨時設置される教育隊で教育を行い、海においては引き続き教育隊において練習員課程として各職種ごとに分かれて特技教育（要員別教育）を行う。空においては術科学校で「特技教育」（当該職域における任務遂行の基礎となる知識及び技能を修得）を受け、部隊に配属される。
海上・航空の教育資料は、部内教材担当部隊が作成して無償で支給されるが、陸上自衛隊の教育資料は部外で作成され、個人購入する場合がある。海上・航空の教育施設は専用の教場が準備され、教官のほとんどは教育専門の職種・特技を有して教育にあたる。陸上自衛隊は入隊する隊員が多く、一部の隊員を除いて各職種学校に教育入校はさせられないため、多くで所在部隊の隊舎の一部やプレハブ小屋（教場を用意できない場合）を使用する。海上・航空自衛隊は教官・助教は専門の特技を有する幹部・海（空）曹が教育に従事するが、陸上自衛隊は職種学校を除いて部隊勤務の幹部・陸曹が臨時勤務として従事する。幹部及び陸曹は陸上自衛隊幹部候補生学校の幹部候補生課程、陸曹教育隊の陸曹候補生課程にて小部隊の指揮に関し必要な「教育法」を履修しているため、各職種共通の基礎教育は担当できる。ほとんどの陸士は海上・航空の様な専門技術を求めておらず、陸士として必要な体力、野外勤務や小隊以下で職種に関する基礎教育を施している。

## 任期制陸・海・空士の身分保障・待遇
二等陸・海・空士として採用される任期制隊員（一般2士）の扱いは契約社員と同じで、公務員同様に定年まで身分が約束される曹へ昇任する保証は無い。近年の就職情報サイトでは、二等陸海空士の募集が「正社員」の区分で公開されている。
陸上自衛隊は、部隊などで実施される曹候補生選抜試験に合格すると曹候補生たる士長（非任期制隊員）に指定され、陸曹候補生課程教育を受講後に3等陸曹へ昇任可能となる。陸曹候補生たる陸士長の指定を受けると、陸曹候補生課程教育の前に所属部隊で2から4週間（1か月以内）陸曹候補生履修前教育を履修して課程教育に必要な体力の向上と最低限の知識を学習したのち、各方面混成団隷下の陸曹教育隊及び女性自衛官教育隊で陸曹候補生課程及び3曹昇任試験（約3か月）に合格し、各職種ごとの学校等で初級陸曹特技課程教育（約3か月）を受講すると3等陸曹に昇任可能となる。
海上、航空自衛隊は、3曹昇任試験に合格したのちに海・空曹予定者課程を履修して3曹に昇任する。または3曹昇任後に初任海・空曹課程を履修する。
任期の継続を希望して一程度の年数を経ても3曹に昇任しない者や、勤務成績の不良や心身の故障により任期の継続を認められない者は、任期満了と同時に除隊となり、再就職を勧められる。
一般曹候補生（非任期制隊員）も同様に、心身の故障、勤務成績不良、重大規律違反や服務事故、陸上自衛隊の曹候補生選抜試験や海・空自衛隊の昇任試験で不適を連続する、陸曹候補生課程や海・空自衛隊の海・空曹予定者課程で成績不良、などの理由で3曹に昇任困難が見込まれる場合は、陸・海・空曹候補生の資格が取り消され、除隊して再就職などを勧められる場合がある。免職項も参照。
任期制隊員は任期が満了すると特例退職手当（任期満了退職金）が支給される。希望者は受領を次の任期末まで保留し、除隊時に一括受領も可能である。手当受領の如何に関わらず、志願による2から3任期の継続は許可される。手当受領後に曹へ昇任した場合は退職金が低下するため、受給した手当返納を申請して許可される者も見られる。
陸上自衛隊は任期制隊員（陸士）の1任期目が2年で海・空の3年よりも短い。特に普通科・特科・施設科は任期満了による除隊の勧奨時期が早い傾向にある。任期制隊員から3曹の昇任は所属部隊ごとに行われ、部隊の状況にもよるが概ね10人に1人の割合で1人が3曹に昇任して9人が除隊する。
海上・航空自衛隊の昇任試験は全国で選抜される。海上自衛隊・航空自衛隊は、新隊員として入隊して一定期間部隊勤務ののちに、海自術科学校や空自術科学校などで高度な専門技術職種の教育を受けるが、安易に除隊させると、技術継承等が進まない事から、勤務優秀かつ永年勤続を希望する者は所属部隊長の裁量もあるが、任期継続の限界である4から5任期まで除隊勧奨を保留し、3曹昇任を待つ者も見られる。
景気低迷により、陸上自衛隊の除隊勧奨基準である3任期を超えて勤務する任期制隊員が増加し、新規採用が保留となるなど、第一線部隊の精強性低下が懸念されていた。

## 自己研修
各種公的資格の取得機会があり、夜間または通信教育による高等学校や各種上級学校の通学も、隊務に支障なければ許可され、余暇を活用して一般大学卒業者を対象とする一般幹部候補生（陸自ではU幹部と呼ばれるもの）を受験して幹部自衛官を志す者も見られる。

## 就職援護
任期制隊員は任期満了で除隊 が決定した時点で、主要基地や駐屯地内の就職援護室で再就職の準備が可能である。希望者は資格や免許及び各種技能の取得教育が受講可能で、就職説明会なども年間数回催される。